# Asphättemossa
Asphättemossa (Orthotrichum gymnostomum) är en bladmossart som beskrevs av Bruch och Bridel 1827. Asphättemossa ingår i släktet hättemossor, och familjen Orthotrichaceae. Enligt den finländska rödlistan är arten sårbar i Finland. Arten är reproducerande i Sverige. Artens livsmiljö är friska och lundartade naturmoar. Inga underarter finns listade i Catalogue of Life.